# Моллалы (Огузский район)
Моллалы (азерб. Mollalı) — село в Огузском районе Азербайджана. 

## География
Село расположено к западу от города Габала и к юго-востоку от районного центра города Огуза.

## История
Первоначально селение именовалось «Молла Али», позже топоним трансформировался в «Моллалы».

### XIX век
По сведениям за 1856 год село Молла Али Хачмазского участка населяли азербайджанцы обозначенные в источнике «татарами».
Языком жителей являлся азербайджанский (по источнику «татарский»). Религиозная принадлежность — мусульмане-сунниты.
Данные за 1886 год приводят сведения о селе Молла-Али Хачмасское, 250 жителей (45 дымов), население «татары» под которыми следует понимать азербайджанцев. В тех же материалах указано, что все жители являются мусульманами-суннитами.

### XX век
Тот же этнический состав приводит «Кавказский календарь» на 1910 год, по данным которого за 1908 год в Нухинском уезде фиксируются два одноимённых селения Молла-Али. Численность населения в обеих сёлах указывается соответственно 45 и 377 человек.
Данные Азербайджанской сельскохозяйственной переписи 1921 года сообщают, что в Молла-Али входившем в состав Халхало-Падарского сельского общества проживало 232 человека с преобладающей национальностью тюрками-азербайджанцами (то есть азербайджанцами).

## Инфраструктура
В селе имеется общеобразовательная средняя школа. По состоянию на 2018 год планировалось открытие еще одной полной средней школы модульного типа.